# بردگان (فیلم)
بردگان (انگلیسی: Slaves) فیلمی درام است که در سال ۱۹۶۹ منتشر شد. از بازیگران آن می‌توان به دیان وارویک، استیون بوید، و نانسی کولمن اشاره کرد.